# Open Clarins 1990
Open Clarins 1990 — жіночий тенісний турнір, що проходив на відкритих кортах з ґрунтовим покриттям Racing Club de France у Парижі (Франція). Належав до турнірів 4-ї категорії в рамках Туру WTA 1990. Турнір відбувся вчетверте і тривав з 17 до 23 вересня 1990 року. Перша сіяна Кончіта Мартінес здобула титул в одиночному розряді й отримала 27 тис. доларів США.

## Фінальна частина

### Одиночний розряд
Кончіта Мартінес —  Патрісія Тарабіні 7–5, 6–3
- Для Мартінес це був 1-й титул в одиночному розряді за сезон і 5-й — за кар'єру.

### Парний розряд
Крістін Годрідж /  Кіррілі Шарп —  Алексія Дешом /  Наталі Ерреман 4–6, 6–3, 6–1